# Oskar Elofsson
Nils Oskar Elofsson (* 24. September 1998 in Åre) ist ein schwedischer Freestyle-Skier. Er startet in den Buckelpisten-Disziplinen Moguls und Dual Moguls.

## Werdegang
Elofsson, der für den Landskrona SC startet, nahm im März 2015 in Jyväskylä erstmals am Europacup teil und belegte dabei den 35. Platz im Moguls-Wettbewerb. Bei den Juniorenweltmeisterschaften 2016 in Åre errang er den 16. Platz im Dual Moguls und den 14. Platz im Moguls. In der Saison 2016/17 holte er im Moguls in Gaissau seinen ersten Europacupsieg und zum Saisonende den dritten Platz in der Moguls-Disziplinenwertung. Bei den Juniorenweltmeisterschaften 2017 in Chiesa in Valmalenco kam er auf den 37. Platz im Moguls und auf den siebten Rang im Dual Moguls und bei den Freestyle-Skiing-Weltmeisterschaften 2017 in Sierra Nevada auf den 47. Platz im Moguls und auf den 40. Rang im Dual Moguls. Zu Beginn der Saison 2017/18 gab er in Ruka sein Debüt im Weltcup, das er auf dem 49. Platz im Moguls beendete. Es folgten sieben Siege und ein dritter Platz im Europacup und gewann damit die Moguls-Disziplinenwertung. In der folgenden Saison, die er auf dem 11. Platz im Moguls-Weltcup beendete, errang er mit dem dritten Platz im Dual Moguls in Thaiwoo seine erste Podestplatzierung im Weltcup. Beim Saisonhöhepunkt, den Freestyle-Skiing-Weltmeisterschaften 2019 in Park City, belegte er den 21. Platz im Moguls und den zehnten Rang im Dual Moguls. In der Saison 2019/20 kam er bei zehn Weltcupstarts fünfmal unter die ersten Zehn und erreichte damit den neunten Platz im Moguls-Weltcup.
Sein älterer Bruder Felix ist ebenfalls als Freestyle-Skier aktiv.

## Erfolge

### Weltmeisterschaften
- Sierra Nevada 2017: 40. Dual Moguls, 47. Moguls
- Park City 2019: 10. Dual Moguls, 21. Moguls

### Weltcup
| Saison  | Gesamt | Gesamt | Moguls | Moguls |
| Saison  | Platz  | Punkte | Platz  | Punkte |
| ------- | ------ | ------ | ------ | ------ |
| 2018/19 | 65.    | 20,56  | 11.    | 185    |
| 2019/20 | 48.    | 24,9   | 9.     | 249    |

### Europacup
- Saison 2016/17: 3. Moguls-Disziplinenwertung
- Saison 2017/18: 1. Moguls-Disziplinenwertung
- 9 Podestplätze, davon 8 Siege

### Juniorenweltmeisterschaften
- Åre 2016: 14. Moguls, 16. Dual Moguls
- Chiesa in Valmalenco 2017: 7. Dual Moguls, 37. Moguls